# 巴瑟斯特全景山賽道
全景山賽道（Mount Panorama Circuit）是位於澳洲新南威爾斯州巴瑟斯特的賽車車道；此賽道座落於山丘，同時具有帕诺拉马山與瓦卢的雙重官方名稱。賽道的長度為6.213（4英里），以作為市街賽道的技術方式佈建；同時亦是一條公共道路，在沒有賽車活動進行時，有平時正常的速度限制，並且有許多住宅只能經由此賽道進入。

## 歷史
距離雪梨以西200（124英里）的巴瑟斯特（Bathurst）舉辦的比賽可以追溯到西元1900年代。

## 賽事
最廣為人知的是每年10月舉辦的巴瑟斯特1000主場賽事，以及每年2月舉行的巴瑟斯特12小時賽車競賽。

## 外部鏈結
- 巴瑟斯特全景山賽道 官方網站 （页面存档备份，存于）
- 駕趣全景山賽道 （页面存档备份，存于）